# Мавзолей на Иван Инзов
| Портрет на Инзов от Джордж Доу (Военна галерия на Зимния дворец в Ермитажа) |  | Мавзолеят на Инзов в герба на Болград |
| Портрет на Инзов от Джордж Доу (Военна галерия на Зимния дворец в Ермитажа) |  | Мавзолеят на Инзов в герба на Болград |

Мавзолеят на Иван Инзов или „Свети Митрофан Воронежки“ е православна църква-мавзолей в Болград, Одеска област, устроен от българите в Бесарабия в почит към руския генерал и администратор Иван Никитич Инзов през 1846 г.

## История
Построен е като гробищна църква през 1833 г. Посветена е на свети Митрофан Воронежский (1703 – 1832), Воронежки епископ.
След смъртта (1845) в Одеса на генерал Инзов (оглавявал Попечителния комитет за чуждестранните колонисти в южната част на Руската империя) по искане на българските колонисти останките му са пренесени в Болград и са погребани в тази църква през ноември 1846 г. Църквата става мавзолей, който носи неговото име.

## Архитектура
Сградата е построена в стил късен класицизъм. Изградена е от варовик и измазана.
Представлява ротонда на невисок пиедестал с колони, опасващи западната половина, и пиластри, опасващи източната половина на зданието. Ротондата е увенчана с купол с кръст. Към пантеона води каменно стълбище.
В интериора има интересни фрески, на които е изобразен и самият генерал И. Н. Инзов. Запазен е иконостасът.